# 大熊座71
大熊座71，又名BD+57 1373，HD 108135、SAO 28375、HR 4726，是大熊座的一颗恒星，视星等为5.81，位于銀經130.16，銀緯59.98，其B1900.0坐标为赤經12h 20m 16.4s，赤緯+57° 59.98′ 56″。